# Pernettya prostrata
Pernettya prostrata är en ljungväxtart som först beskrevs av Antonio José Cavanilles, och fick sitt nu gällande namn av Dc. Pernettya prostrata ingår i släktet Pernettya och familjen ljungväxter. Inga underarter finns listade i Catalogue of Life.